# Kriva Reka (Čajetina)
Kriva Reka (Servisch cyrillisch Крива Река) is een plaats in de Servische gemeente Čajetina. De plaats telt 1135 inwoners (2002).